# بيت البعم (يريم)

تعديل مصدري - تعديل

بيت البعم هي إحدى قرى عزلة رعين بمديرية يريم التابعة لمحافظة إب، بلغ تعداد سكانها 272 نسمة حسب تعداد اليمن لعام 2004.